# Обществото на мъртвите поети
„Обществото на мъртвите поети“ (на английски: Dead Poets Society) е американски филм от 1989, режисиран от Питър Уиър и награден с Оскар за най-добър оригинален сценарий. В него участват известните актьори Робин Уилямс, Робърт Шон Ленард и Итън Хоук.

## Сюжет
Действието се развива през 1959 г., когато седем момчета – Нийл Пери (Робърт Шон Ленард), Тод Андерсън (Итън Хоук), Нокс Овърстрийт (Джош Чарлс), Чарли Далтън (Гейл Хансен), Ричард Камерон (Дилън Късман), Стивън Мийкс (Алелон Руджеро) и Джералд Пийтс (Джеймс Уотърстън), ученици в престижното училище Уелтън Академи във Върмонт се срещат с новия си учител по литература. Училището се основава на 4 основни принципа: традиция, чест, дисциплина и съвършенство. Според момчетата обаче традицията се е превърнала в декадентство, честта в нереалистични очаквания, дисциплината в терор, а съвършенството в отпадъчен материал.
Новият учител по английска литература Джон Кийтинг (Робин Уилямс) влиза по необичаен начин в класната стая, подсвиркайки си увертюра 1812 и извежда класа навън, за да разгледат снимки на бивши ученици на училището. Той не преподава по стандартите на Уелтън Академи и казва на учениците да го наричат „Капитане, мой капитане“, което е заглавието на стихотворение на Уолт Уитман („O Captain! My Captain!“ Walt Whitman). По-късно по време на часа той моли Нийл Пери да прочете въведението на учебника им, написано на сух и скучен език и озаглавено „Как да разбираме поезията“, след което ги кара да скъсат тази страница. Той застава отгоре на чина, с което показва как може да се гледа на света от друга гледна точка, когато нещата изглеждат различни.
Момчетата съживяват тайно литературния клуб „Обществото на мъртвите поети“, на което самият Киийтинг е бил член някога. Едно от тях, Нийл, окуражено от учителя си, решава да учи актьорско майсторство вместо медицина, както настоява строгият му баща. Баща му научава за това и изпада в ярост. Той решава да премести сина си във военно училище и оттам да го подготви за Харвард, където да учи медцина. Нийл е нещастен и не може да владее емоциите си, в същото време не намира сили за да застане срещу решението на баща си. Неспособен да се справи със ситуацията, той се самоубива.
Започва разследване в училището и всички момчета са принудени да подпишат признание, че са били подстрекавани от своя учител по литература. Това води до уволнението на Кийтинг. Драматичният финал на филма е, когато Джон Кийтинг идва да прибере нещата си от стаята, докато неговите ученици са в час с друг учител. Тод Андерсън му се извинява за това, че са били принудени да подпишат признанията, застава отгоре на чина и го поздравява с „Капитане, мой капитане!“.
Един по един почти всички ученици застават на чиновете и го поздравяват със същия поздрав. За всички е ясно, че житейските уроци, които им е дал, ще бъдат с тях завинаги и те ще гледат на света с други очи. Всяко едно от тези момчета вече знае колко важно е да се вслушва човек в сърцето си и да не се страхува да мисли свободно и независимо.